# Oktawia Nowacka
Oktawia Maria Nowacka, née le 2 janvier 1991 est une pentathlonienne polonaise.

## Palmarès
| Discipline/Année                           | 2010 | 2011 | 2012 | 2013 | 2014 | 2015 | 2016 |
| ------------------------------------------ | ---- | ---- | ---- | ---- | ---- | ---- | ---- |
| Jeux olympiques Individuel                 | -    | -    | -    | -    | -    | -    | 3e   |
| Championnats du monde seniors Individuel   | 33e  | -    | -    | 27e  | 15e  | -    | -    |
| Championnats du monde seniors Équipe       | 6e   | -    | -    | 6e   | -    | -    | -    |
| Championnats du monde seniors Relais       | -    | -    | -    | 14e  | -    | 3e   | -    |
| Coupe du monde seniors Individuel          | -    | -    | -    | -    | 1e   | -    | -    |
| Championnats d'Europe seniors Individuel   | -    | -    | -    | 13e  | -    | -    | -    |
| Championnats d'Europe seniors Équipe       | -    | -    | -    | 6e   | -    | -    | -    |
| Championnats d'Europe seniors Relais       | -    | -    | -    | 2e   | -    | -    | -    |
| Championnats de Pologne seniors Individuel | 3e   | -    | -    | 2e   | -    | -    | -    |

Ce palmarès n'est pas complet